# Edward Antill
Edward Antill (né le 11 avril 1742 à Piscataway et mort le 29 mai 1789 à Saint-Jean-sur-Richelieu) est un soldat américain du New Jersey qui a servi dans la Continental Army pendant la guerre d'indépendance des États-Unis.
Il est connu pour ses actions lors de l'invasion du Québec en 1775-1776.